# Andrew Watson (Schots voetballer)
Andrew Watson (Brits-Guiana, 24 mei 1856 – Londen, 8 maart 1921) was een Schots voetballer die gezien wordt als de eerste kleurling die voetbal speelde op een internationaal niveau.

## Biografie
Watson was de zoon van de Schotse suikerplanter Peter Watson en een Brits-Guianese vrouw. Samen met zijn vader en oudere zus Annetta kwamen ze naar Groot-Brittannië. Nadat hij bij twee clubs speelde ging hij in 1880 voor Queen's Park spelen, in die tijd nog een club met naam en faam. Met de club won hij de Scottish Cup, en werd zo de eerste donkere speler die een grote trofee won. Nadat hij nog voor Swifts en Corinthians speelde keerde hij terug naar Queen's Park. In 1887 ging hij voor Bootle FC spelen in de buurt van Liverpool. Het is onbekend of hij betaald werd bij Bootle, indien wel, is hij de eerste donkere profspeler ter wereld, en niet Arthur Warton.
Hij speelde drie interlands, twee tegen Engeland en één tegen Wales. Schotland won alle drie de wedstrijden met grote voorsprong. Omdat hij in 1882 naar Londen verhuisde eindigde zijn interlandcarrière omdat enkel spelers uit de Schotse competitie geselecteerd werden destijds. Het zou tot 1975 duren vooraleer Schotland opnieuw een speler met een donkere huidskleur als international kreeg.
In 1877 trouwde hij met Jessie Armour en kreeg een zoon Rupert en dochter Agnes met haar, maar in 1882 overleed ze, waarna de kinderen in Glasgow opgevoed werden door hun grootouders. In 1887 hertrouwde hij met Eliza Tyler en kreeg ook met haar twee kinderen, Henry in 1888 en Phyllis in 1891. Hij stierf in 1921 aan een longontsteking.